# ブレイブ・ストーリー
『ブレイブ・ストーリー』（BRAVE STORY）は、宮部みゆきによる日本の小説。角川書店より2003年3月に上下巻が同時発売された。その後も愛蔵版・文庫版が刊行されており、2021年6月には新装版刊行と初の電子書籍配信が予定されている。「ダヴィンチ BOOK OF THE YEAR 2003」総合ランキングでは4位を獲得している。2021年5月時点で累計部数は280万部を突破している。
『週刊コミックバンチ』（新潮社）にて小野洋一郎によるコミカライズ『ブレイブ・ストーリー〜新説〜』が2003年36・37合併号から2008年15号まで連載された。『小学五年生』（小学館）にて姫川明によるコミカライズ『ブレイブストーリー』が2005年4月号から8月号まで連載された。『ゴーゴーバンチ』（新潮社）にて小野洋一郎によるコミカライズ『ブレイブ・ストーリー新説〜十戒の旅人〜』がvol.01からvol.14まで連載された。
2006年7月8日に原作小説を原案とした長編アニメ映画『ブレイブ ストーリー』が公開された。

## あらすじ
三谷亘（ミタニ ワタル）は小学5年生。成績はそこそこで、テレビゲームが好きな普通の少年だった。大きな団地に住み、ともに新設校に通う親友のカッちゃんがいる。街では、建設途中のビルに幽霊が出るという噂が広がっていた。ある日、亘は幽霊が出ると噂される"幽霊ビル"で、要御扉（かなめのみとびら）に出会う。そこを潜り抜けると、亘たちが住んでいる現世（うつしよ）とは違う不思議な世界・幻界（ヴィジョン）が広がっていた。
数日後、夜中に目が覚めた亘は、気分転換に散歩に出かけたが、たまたま幽霊ビルで隣のクラスの優秀な転校生・芦川美鶴（アシカワ ミツル）が上級生・石岡に痛めつけられている現場に居合わせてしまう。助けようとした亘もまた暴力を振るわれるが、亘によって解放された美鶴は魔術を使って漆黒のバルバローネを呼び出した。そして、上級生に反撃する。最後には、バルバローネは上級生たちを飲み込み、魂を奪ってしまった。夢としか思えないその光景が亘の心を掴む。そして美鶴は姿を消した。
そんな中、亘の父が突然「昔愛した女性と復縁する」、と離婚を宣言して家を出て行ってしまう。その愛していた女性、田中理香子のお腹にはもう子供がいた。ショックで亘もろとも親子でガス自殺をしようとする母。ガス漏れにも気付かず眠っていた亘を起こしてくれたのは、行方不明になっていた美鶴の声だった。
「運命を変えたかったら、幻界へ行け」というミツルの呼びかけに応じ、家族を取り戻す為、母と自分の運命を変える為に幽霊ビルの階段の上に現れた要御扉を通って、亘は再び幻界へ……。

## 登場人物

### 現世
三谷亘（みたに わたる） / ワタル
本作の主人公。ロールプレイングゲームが好きな、ごく普通の城東第一小学校の5年生。理屈っぽいところは父親の明に似ている。幽霊ビルや香織、転校生の美鶴、時折聞こえる妖精にも似た不思議な少女の声のことを気にしながらも、ルウ伯父さんと過ごす夏休みを楽しみにしていた。だがそんなある日、父親である明は突然離婚を宣言し、かつての恋人と暮らすべく家を出ていってしまう。さまざまな事件を経て元恋人の愛人との直接対決といった厳しい現実と向かいあった母は衝撃のあまりガス栓を捻り、自殺未遂を起こす。このように離散してしまった家族の絆と幸せを取り戻すという願いを叶えるため、幻界へ行き“見習い勇者・ワタル”になり、願いを叶えてくれる“運命の女神”がいるという運命の塔をめざす旅を始めることになる。最初は自分の運命を変えることを目的に幻界を訪れたワタルだが、ハルネラのこと、女神と老神のこと、南北2大陸の長きにわたる闘争のことなどを見聞きするにつれ、次第に自身の運命と世界の行く末について深く考えるようになっていく。
最後は、ミツルが5つめの宝玉を手に入れるために解いてしまった封印から出てきた魔族から幻界を守るため、女神に"常闇の鏡を打ち砕く（幻界の未来）"と望み、現世へと帰っていく。
芦川美鶴（あしかわ みつる） / ミツル
亘の隣のクラスに転校してきた、謎めいた美少年。容姿端麗・成績優秀なため女子に人気がある。小学生にして、どこか世の中を諦観しているような印象がある。本人は黙して語らないが、実母の不倫が原因で、実父が実母と幼かった妹を殺し、実父自らも海に飛び込み無理心中したという、亘よりも残酷な過去を持つ（同時に二人の経験には、「家族の崩壊」という共通する部分もある）。それが彼の人生観を捻じ曲げてしまった模様で、大学を出たばかりの若くて可愛らしい叔母の元で暮らし始めて間もなく、投身自殺を図ろうとしたこともある。美鶴は自分の運命を変えるため、そして妹の運命を変えるために幻界に行って“魔導士・ミツル”となり、一度助けてもらった亘に対し、借りを返そうと亘が旅人となるきっかけを与えた。目的の為なら手段を選ばず、自分の運命を変えることだけが目的なので、周りや幻界の被害を考えていない。ワタルと違い強力な魔法を操る優秀な魔導士。7月7日生まれ（映画）。
ワタルより先に運命の塔へたどり着いたのだったが、最後の試練として自分自身の憎しみから生み出された「分身（ダブル）」と戦って瀕死の重傷を負い、ワタルに見取られて妹の魂と思われる光と共に天へと昇っていった。その後はロンメル隊長と共に、“大いなる光の境界線”を張りなおす人柱にされる。彼がいなくなった現世での人々の記憶は、都合よく書き換えられていた。ただし、映画版では、幻界へと行く前の世界に妹と二人で転校してくる（幻界の記憶があるかどうかは不明）。
三谷明（みたに あきら）
亘の父親。普段は余り話さないタイプだが、理性的で主張を通すときには非常に理屈っぽく、相手を捻じ伏せるような話し方をする。一方的な離婚宣言をして家を出たが、それは邦子の前に交際していた元恋人の理香子と家庭を持つためだった。しかし、離婚を宣言しても、理香子に「二度と暮らさない」と決別を言い渡す事になる。
三谷邦子（みたに くにこ）
亘の母親。教育熱心で、「亘を守る」という意思の上ではある意味頑固な性格。亘がカッちゃんと付き合うことを快く思っていない。夫の離婚（およびその愛人からの中傷）によるショックで自殺未遂をしてしまうが、一命を取り留めている。過去に理香子と交際していた明を奪い取るべく妊娠をしたと嘘をついて別れさせ、彼を目論見通りに奪い取って結婚（いわゆる略奪婚）している。
三谷悟（ルウ伯父さん）
明の兄で亘の伯父。体格や性格は明とまったく異なっている。豪快な大男ではあるが、小心者の一面も。千葉の大浜で飲食店と海の家を経営している。亘の祖母と同居。亘は伯父さんと非常に仲がよく、伯父さんが開く海の家に遊びに行くのを楽しみにしていた。
小村克美（カッちゃん）
亘の親友。色黒でしゃがれ声。両親は居酒屋を経営している。亘とゲーム関係でも気が合うが、魔法が出てこないゲームには興味がない。陽気なお調子者で、下手をすると自分の名前が女性の名前っぽくなってしまうところなどは幻界のキ・キーマに通じるものがある。また、彼が生まれる前、女の子が生まれると先生に言われたため、「克美」と生まれる前から名前が決まっていた。4月9日生まれ。
サナエ
ワタルとカッちゃんのクラスメイト。お喋り好きの女の子で亘やカッちゃんと仲が良い。気が強いが優しい性格の持ち主というところは、幻界のミーナに通じるものがある。母は、小舟町きっての情報通。
大松香織（おおまつ かおり）
工事の途中で放置された“幽霊ビル”こと大松ビルのオーナー・大松三郎の娘。とある事件のせいで心を閉ざし、以来車椅子での生活を送る。中学生。初めて会った時から亘の心の中に強く残っている。
宮原祐太郎（みやばら ゆうたろう）
美鶴と同じクラスの生徒。美鶴が来るまで、成績トップをキープしていた秀才。賢明なために彼も周囲に人気がある。運動神経が良く、手先も器用で人付き合いも良い。美鶴にトップを奪われようと気にもしなければ拘りもせず、年齢の割には落ち着いた性格の少年である。亘は彼と塾のクラスが同じ。美鶴は彼と親しくしていたようだが、亘と会った時に宮原のことを「幼稚」と小馬鹿にしたような物言いをしていた。両親が再婚しており、異父弟妹を持つ。観察眼に優れる。
石岡健児（いしおか けんじ）
6年生で学校全体の持て余し者。常に傍らには子分の6年生二人が従っており、「ケンちゃん」と呼ばれている。家は金持ちらしい。心霊写真を手に入れて、テレビに出演することを企んでいる。美鶴が持つ心霊写真を狙っているようだったが、幽霊ビルで彼を呼び付けてリンチを加えた際に、美鶴が召喚したバルバローネに魂を奪われ、抜け殻のようになる。
田中理香子（たなか りかこ）
明の元恋人。彼とは両家公認の仲だったが、それを妬んだ邦子が仕掛けた虚偽妊娠に騙されて一度は別れるものの、街中で再会してから焼け木杭に火が点いてしまい、自身も今の夫と離婚して女児を連れ、明と再び暮らそうと決心する。しかし、明に決別を言い渡されてしまう。最後通告の為に三谷家を訪れた時は、邦子に言いがかりをつけて舌戦となり、その結果半狂乱になった邦子に痛い目を遭わされて引き上げた。
美鶴の叔母
美鶴の保護者。23の若さで思わぬ重責を背負わされる羽目になった。美鶴や自分のコントロールがうまくいかないが、美鶴のことはちゃんと案じており、謎の失踪を遂げた甥に心を痛めている。

### 幻界
女神
「運命の塔」に住み、「運命の女神」または「創世の女神」とも呼ばれる。旅人が旅を成し遂げたときに願いを叶えてくれる存在。水人族の古語では、女神を「ウパ・ダ・シャルバ」（光のように美しい人）と呼ぶ。 女神信者は、女神が混沌の中から幻界を創世し、冥王と契約して幻界を護っていると崇めている。一方、老神信者からは、老神が創った幻界をだまし取ったとして敵視されている。旅人の前にはそれぞれ異なる姿（旅人の中で強く印象に残る人物）で現れる。
老神
老神は女神よりも古い存在と言い伝えられており、水人族語で「イル・ダ・ヤムヤムロ」（混沌を統べるもの）と呼ばれる。老神信者にとっての「老神」は、幻界を女神に奪われたが、女神による幻界統治が破綻したときに再来する神を指している。老神教においては「最も偉大な魔導師」でもある。
ラウ導師
旅人を導く老魔導士。原作では、感情を固定する5つの小屋に住む。旅人を“おためしのどうくつ”に導き、適性を判定する。幻界では小鳥の姿で移動することがある。また、要御扉や運命の塔にも出入りできる。彼の存在は幻界でも一般には知られていない。オンバさまとはお互いに知っている。
キ・キーマ
熱心な女神信者が多い水人族の男で、身長2m58cmの巨体を持つ。体の特徴はトカゲそのものであるようだ。人懐っこい性格でお調子者でお人好し。幻界の運送業・ダルババ屋をやっている。幻界に来たばかりのワタルと出会い旅を共にする。旅人を『幸運の印』として世話し、ワタルの仲間であり頼れる存在となり、3人組の中では最年長であるためかまとめ役である。最初のキは、次のキーマのキより半音高く発音しないと女の名前になるらしい。また、映画版ではたまに北海道の方言を喋る。
ミーナ
ネ族の少女。サーカスのエアロガ・エレオノラ・スペクタクルマシン団にいた。空中ブランコの達人。ガサラの町でワタルに助けられて以来、ワタルの旅に同行する（仲間になるきっかけとなった事件は、原作と映画版で大きく異なる）。ワタルの物となる“真実の鏡”を所持していた。ワタルに好意を寄せる（ワタル自身もミーナにはそのような感情がある模様）。行動力は高いがやや自分勝手な面もあり、それで危険に巻き込まれたり、あるいは亘を救うことも。
ジョゾ
ファイアドラゴンの末裔の若者。好奇心旺盛。嘆きの沼に墜落して死にそうになっていたところをワタルに助けられ、以降恩返しにとワタルに協力するようになる。映画版ではスペクタクルマシン団のペットの小さな子供ドラゴンで、喋ることができないなど、大幅に設定が異なる。
カッツ
ガサラの町のハイランダーのブランチ長。アンカ族。“刺蘭のカッツ”の異名を持つ。任務のためなら命も惜しまない誇り高き女戦士。厳格な性格だが、時には優しさを見せることもある。ロンメルとは元恋人だったが、過去にロンメルとの間に確執があり、以来シュテンゲル騎士団を目の敵にしている。幻界に襲来した悪魔達との戦いでも勇敢に戦うが魔族の攻撃を受けてそれが致命傷となり、後に死亡する。映画版では終盤で原作同様負傷するものの、最後まで生き残っている。
トローン
ガサラの町のハイランダーのブランチ副長。カッツの部下。トラのような姿をした獣人族。映画ではロンメルが登場しないためか、原作に比べて若干出番が多い。
ロンメル隊長（本名ボリス・ロンメル）
シュテンゲル騎士団の第一遊撃隊の隊長。アンカ族。南の連合国家に対して忠誠を誓っている。正義などに関する判断基準が異なっているためにカッツと衝突した過去があるが、カッツの行う仕事に対し、敬意を抱いている。最後の最後で物語において、非常に重要な役割を持つ人物であったことが判明する（ハルネラの半身）。映画版には登場しない。
バクサン博士
幻界でも非常に高名な星読み。遠い昔に絶滅したと思われたパン族の一人。幻界の人達が伝説的にしか知らない“旅人”についてもある程度の知識を持っている。人嫌い。語尾に「ぢゃ」を付ける。パン族独特の身長の低さゆえ、地団太を踏むと、ダンスのようなステップになる。
ロミ
バクサン博士の助手。代々星読みに就いている。少しドジで、宝玉を持っていた。
シン・スンシ
バクサン博士の生徒。温厚で柔和な人柄。嘆きの沼で倒れていたワタルを助けた。嘆きの沼の近くでハルネラ開始前から終了まで北の凶星の観測をしている。ハルネラについて、旅人であるワタルに説明を行った。名前は回文になっている。
ダイモン司教
リリスの街に位置するシスティーナ聖堂の主。熱心な老神教信者で高度な魔法も使える。しかし最後は、ワタルの攻撃で死亡する。
パム所長
リリスのブランチ長。妻を亡くしてからシスティーナ聖堂に通い、老神教信者になる。アンカ族以外の種族を嫌う。
トニ・ファンロン
リリスの工芸師。気が難しく、気に入った客なら品物をタダ同然の値段でも売るが、気に入らない客には、品物を見せようともしない。パム所長たちの非アンカ族差別の為に、ハイランダーを嫌っている。エルザの恋人。ジョゾのウロコから龍の笛を作った。
エルザ
パム所長の一人娘で、トニの恋人。心臓が弱い。
ゾフィ
北の統一帝国の皇女。王族らしく高潔で品のある性格。ミツルの叔母に似た顔立ちをしている。映画ではミツルの妹・アヤに似ている。
アジュ・ルパ
クリスタル・パレスの執務官。皇帝の勅命でミツルの世話係をした。シグドラのリーダー格だろうと、ミツルは読んだ。
オンバさま
ワタルの前に大松香織の姿を模して現れた“負なる者”。甘い声だけをワタルに聞かせ、旅の途中何度も助けるが、本当の正体はイボガエルのような姿の魔物であり、幻界を欲していた。

## 用語
現世（うつしよ）
三谷亘や芦川美鶴がいた世界。現代日本語では、「うつしよ」は「現世」（げんせ）の古い呼び方であり、この世のこと。
ワタルやミツルは、現世と幻界を行き来することになる。
幻界（ヴィジョン）
ワタルとミツルが望みをかなえるために旅人として赴いた世界。現世の人々の心象風景、特に旅人自身の心象風景が強く反映される。陸地としては、南北2大陸とその間の島々がある。ラウ導師は、ミツルとワタルが旅する幻界が異なっていると言っているが、旅人ごとに複数の幻界が存在するかという質問は否定している。皇女ゾフィは、現世と幻界は「混沌の深き淵」に浮かぶ対になる世界であるが幻界は複数あると述べているため、ハッキリしていない。なお英語の"vision"には、視覚、視界、想像力、見方、幻影、未来像などの意味がある。
魔界
敵意と害意にあふれた闇の世界であり、幻界になり損なった世界（ゾフィ談）。
帝国に安置されている“常闇の鏡”により幻界と繋がっているが、闇の宝玉の力で扉は閉ざされている（封印が解けると魔族があふれ出し、幻界が滅ぶとされている）。物語後半にはミツルの暴挙でその封印が解かれ、幻界は魔族の襲撃を受けることとなる。
混沌
幻界と現世の外部を取り巻く空間。作中の「久遠の谷」は「混沌」と同じ空間を示している可能性がある。なお、「混沌」という言葉は、日本神話（記紀）に述べられている創世（天地開闢）前の状態や、ギリシア神話のカオス（英語chaos）と同じ。
要御扉（かなめのみとびら）
現世と幻界をつなぐ扉。扉を開くためには、命を掛けても運命を変えたいと思う現世の人と、その人の近くにふさわしい場所が必要。現世で扉が開く間隔は作品によって異なる（原作10年ごと、漫画『ブレイブ・ストーリー〜新説』50年ごと、ゲーム『ブレイブ ストーリー ワタルの冒険』1000年ごと）。開いている期間は90日間（原作）。
旅人
望みをかなえるために現世から幻界に入って旅をするヒト。女神信者からは大いなる敬意を受けるが、老神信者からは「ザザ・アク」（偽の神・神を騙る者）として命を狙われる。1回の要御扉が開いている期間に幻界に入れる旅人数は作品によって異なる。原作では、通常1人でハルネラの時にだけ2人。原作以外は2人以上が同時に旅人となる設定。
おためしのどうくつ
旅人にとって幻界の最初の試練の場所。試練の結果により旅人を魔導士と勇者に振り分け、そのほかの属性も判定する。
四神将
おためしのどうくつにいる巨像。運命の女神を奉じている。訪れた旅人の願いを叶えてくれるが、その代償として命をかけた勝負をしなければならない。その名の通り4体おり、それぞれ「暁の神将」（東方守護・目は赤）、「夕闇の神将」（西方守護・目は青）、「風雪の神将」（北方守護・目は白）、「陽光の神将」（南方守護・目は金色）と呼ばれている。
宝玉
玉（ぎょく）とも呼ぶ。旅人が旅の途中で集める必要があるアイテム。全ての宝玉を集めたとき、旅人は運命の塔で女神に会うことができると言われている。
- 原作でワタルが集めた宝玉に宿る精霊。
  - 女神の力の一端を担うもの、癒しの精霊 白いローブを纏った女性。
  - 勇気を司り、鋼の意思を尊ぶ精霊 右手に剣、左手に盾を持ち、背中に1対の羽がある金色の少年。
  - 希望を護り育て、未来を司る精霊 真紅の衣と白銀の胸当てをつけた少女。
  - 互恵と友愛を司る信義の精霊 袖が長い白金色のローブを纏い、同じ色のヴェールで髪を覆った長身の男性。
  - 闇の宝玉。「魔界」から「幻界」に運び込まれたもの。

ヒト
幻界の社会を構成する人種（種属）の集合体、または個人。現世の人間と同じアンカ族、トカゲ型の水人族、猫型のネ族、鳥型のカルラ族、ウサギのような飛足族、アンカ族に似ているが異様に小柄なパン族、竜の一族、そのほかの動物に似た獣人族がいる。北の帝国政府および老神信者は、アンカ族至上主義を取り、他人種を差別し迫害している。
南大陸＝連合国家または連邦
ナハト国（農畜産業主体）、ボグ国（商業主体）、ササヤ国（学術が盛ん）、アリキタ国（鉱工業主体）、デラ・ルベシ特別自治州（老神信者が住むと思われている）がある大陸。これらは緩やかな連合を組み、南大陸全体が一つの連合国家である。様々な人種が共存し、特別自治州以外の大多数のヒトは女神信者である。
北大陸＝北の統一帝国
北の大陸は300年昔に、老神の一族と称する初代皇帝ガマ・アグリアスI世のもとで統合され、1つの帝国となった。映画ではイルダ帝国。皇都ソレブレアに水晶大宮殿（クリスタル・パレス）がある。現皇帝はガマ・アグリアスVII世。皇女はゾフィ。自然環境は南大陸に比べて厳しい。アンカ族が他人種を迫害したので、多くの非アンカ族が南大陸に難民として逃げた。近年、皇帝直属のシグドラという組織が、難民を強制的に帝国に連れ戻そうとしている。
デラ・ルベシ特別自治州
南大陸で唯一の老神信者が住まう氷に閉ざされた町。そこは運命を変える旅をやめた旅人たちが辿り着く場末の町でもあり、ワタルたちもそこで“教王”を名乗る元旅人の若者と出会う。教王いわくデラ・ルベシは「女神様が用意してくださった元旅人たちの仮初めの都」らしい。
ハイランダー（高地人）
南大陸で発生した自警団組織またはそのメンバー。現在は連合政府に従う。メンバーは赤い革でできたファイアドラゴンの腕輪を身に着ける。組織としては、連邦議会から指令を受ける4国それぞれのハイランダーの首長がおり、その下にブランチ長（おさ）、ブランチに属するハイランダーがいる。幻界創世期に女神を守ったファイアドラゴンがゴザ高地に騎士となって降り立ち、その子孫がハイランダーの源流となる自警団を組織したと言い伝えられている。そのため、連邦議会の指令よりも女神のお告げを優先する。
シュテンゲル騎士団
南大陸で比較的に近年組織された治安行動などを行う組織。連合政府の指揮下にあり、部隊は人種別に構成される。治安部隊である遊撃隊は、アンカ族で構成され、連邦内各国にそれぞれ2師団が配置されている。他には非アンカ族によって構成され、災害救助と復興、山林開拓を行う部隊もある。
星読み
幻界の天文学者。星読みという職業が必要になったのは、風船の航行に必要な風を星の動きから読みとるためとも、「北の凶星」を観測するためとも言われる。星読みの活動の中心はササヤの国営天文台。大きな町には、少なくとも1人の星読みがいて星読み台がある。
風船（かざぶね）
風を動力とする幻界の船。南北大陸間の移動や漁業に使われる。現世と違い機械的な動力を使っていないことが、原作中で意味を持っている。通常の日本語では風船=ふうせん（英語balloon）の意味。
光の境界・ヒト柱・半身・ハルネラ・北の凶星（きたのまがぼし）
女神が幻界を創る際に冥王と交わした盟約は、幻界が混沌に侵食されることを防ぐために現世でいう千年毎に「光の境界」を張り直し、力を強める事であった。境界を張りなおすエネルギー源および次の千年の幻界の監視役としてヒト（要は犠牲者）を選び出す。この選ばれるヒトを「ヒト柱」または「半身」と呼ぶが、多少意味に違いがある。作中ではラウ導師、ババ、ブブホ団長、ロンメル隊長、サーカワの長老、バクサン博士、オンバなどが半身についての知識を持っている。「ヒト柱」が選ばれる期間を「ハルネラ」（アンカ族古語）または「柱の時」（星読みの専門用語）という。「北の凶星」は、ハルネラ開始のときに白く輝き始め、期間中は血のように赤く輝く。なお、日本語の「人柱」は工事などの成功を祈って犠牲として奉げられる人のこと。

## 既刊一覧

### 小説
初出は学芸通信社の配信により、大分合同新聞（1999年11月11日 - 2001年2月13日）、名古屋タイムズ、京都新聞、中国新聞、信濃毎日新聞、徳島新聞、高知新聞、北日本新聞にて連載された。

#### 単行本
- 宮部みゆき 『ブレイブ・ストーリー』 角川書店、全3巻（本編2巻＋愛蔵版1巻）
  - 「上巻」2003年3月3日発売[6]、ISBN 4-04-873443-1
  - 「下巻」2003年3月3日発売[7]、ISBN 4-04-873444-X
  - 「愛蔵版」2003年4月7日発売[8]、ISBN 4-04-873445-8

#### 文庫版
- 宮部みゆき（著） /  山田章博（カバーイラスト）『ブレイブ・ストーリー』 角川書店〈角川文庫〉、全3巻
  1. 「上巻」2006年5月25日発売[9]、ISBN 4-04-361111-0
  2. 「中巻」2006年5月25日発売[10]、ISBN 4-04-361112-9
  3. 「下巻」2006年5月25日発売[11]、ISBN 4-04-361113-7
- 宮部みゆき（著） / 千羽由利子・菊池正典（イラスト） 『ブレイブ・ストーリー』 角川書店〈角川スニーカー文庫〉、全4巻
  1. 「幽霊ビル」2006年5月31日発売[12]、ISBN 4-04-361107-2
  2. 「幻界」2006年5月31日発売[13]、ISBN 4-04-361108-0
  3. 「再会」2006年5月31日発売[14]、ISBN 4-04-361109-9
  4. 「運命の塔」2006年5月31日発売[15]、ISBN 4-04-361110-2
- 宮部みゆき（著） / 鶴田謙二（イラスト） 『ブレイブ・ストーリー』 角川書店〈角川つばさ文庫〉、全4巻
  1. 「幽霊ビル」2009年6月15日発売[16]、ISBN 978-4-04-631029-3
  2. 「幻界」2009年9月18日発売[17]、ISBN 978-4-04-631054-5
  3. 「再会」2010年4月13日発売[18]、ISBN 978-4-04-631078-1
  4. 「運命の塔」2010年6月18日発売[19]、ISBN 978-4-04-631079-8

#### 文庫 新装版
地図が収録される等している。
- 宮部みゆき（著） /  吉田明彦 （カバーイラスト） 『ブレイブ・ストーリー』 角川書店〈角川文庫〉、全3巻 
  1. 「上巻」2021年6月15日発売[20]、ISBN 978-4-04-111170-3
  2. 「中巻」2021年6月15日発売[21]、ISBN 978-4-04-111171-0
  3. 「下巻」2021年6月15日発売[22]、ISBN 978-4-04-111172-7

## 映画
宮部みゆきの小説を原作にフジテレビ、GONZO、ワーナー・ブラザースが共同で製作した長編劇場用アニメ。プロジェクトリーダーをフジテレビが務め、制作をGONZO、配給および宣伝をワーナー・ブラザースがそれぞれ担当した。フジテレビとしては初のアニメ映画であり、ワーナー・ブラザース ジャパンにとっては初のアニメ映画の配給であった。また、GONZOにとっても映画制作としては2本目の作品だった。
製作費は10億円、興行収入は20億円だった。
監督は千明孝一、製作総指揮はフジテレビの映画事業局の局長（当時）の亀山千広が務めた。脚本を大河内一楼、アニメーションディレクターを千羽由利子、音楽をイギリスの音楽グループであるジュノ・リアクターが担当した。
日本での配給を担当したワーナーブラザーズは、海外配給の優先交渉権を保有していた。ワーナー・ブラザースの力を得て、フジテレビは当初より日本国内だけでなくヨーロッパや北米市場での海外展開を視野に入れて製作を行っていた。
キャストは主要キャラクターを専業声優ではなく、ジブリ作品のように松たか子、常盤貴子、ウエンツ瑛士などの実写の俳優やコメディアンなどで固めている。

### キャスト
- 三谷亘（ワタル）：松たか子[1]
- キ・キーマ：大泉洋[1]
- カッツ：常盤貴子[1]
- 芦川美鶴（ミツル）：ウエンツ瑛士[1]
- 運命の女神：今井美樹[1]
- 三谷邦子：田中好子[1]
- 三谷明：高橋克実[1]
- ユナ婆：柴田理恵[1]
- ダイモン司教：石田太郎[1]
- 小村克実：虻川美穂子（北陽）[1]
- 小川：伊藤さおり（北陽）[1]
- 若い司教：板倉俊之（インパルス）[1]
- 犬ハイランダー：堤下敦（インパルス）[1]
- ミーナ：斎藤千和[23]
- 謎の少女：川澄綾子[23]
- 暁の神将：大塚明夫
- 風雪の神将：楠見尚己
- 陽光の神将：田中敦子
- ジョゾ：こおろぎさとみ
- 皇女ゾフィ：矢島晶子
- 石岡：石田彰
- 芦川アヤ：永嶌花音
- ソレブリアの市民：西野亮廣（キングコング）
- ワニの店主：梶原雄太（キングコング）
- ライオンハイランダー：秋山竜次（ロバート）
- 魚売り：馬場裕之（ロバート）
- ゴリラハイランダー：塚地武雅（ドランクドラゴン）
- サーカスの団員：鈴木拓（ドランクドラゴン）
- アナウンサー：笠井信輔（フジテレビアナウンサー）
- 美鶴のクラスメート：中野美奈子（フジテレビアナウンサー）
- 猫おばさん：天野陽子（テレビ新広島）
- 看護師1：橋口文恵（テレビ静岡）
- 看護師2：津野瀬果絵（テレビ西日本）
- ソレブリア衛兵：福島智之（東海テレビ放送）
- 医師：宇野章午（北海道文化放送）
- 女子高生：原英里奈（仙台放送）
- 夕闇の神将：大沢在昌[23]
- トローン：京極夏彦
- パック：宮部みゆき
- ブブホ団長：北村総一朗[23]
- 獣人2：小野武彦[23]
- 獣人1：斉藤暁[23]
- ラウ導師：伊東四朗[1]
- オンバ：樹木希林[1]

### スタッフ
- 製作総指揮：亀山千広[1]
- 製作：関一由[1]、村濱章司[1]、秋山創一[1]、渡辺純一[1]、小池英彦[1]
- プロデューサー：小岩井宏悦[1]、梶田浩司[1]、関口大輔[1]
- 原作：宮部みゆき[1]
- 監督：千明孝一[1]
- 脚本：大河内一楼[1]
- アニメーションディレクター：千羽由利子
- キャラクター原案：草彅琢仁[1]
- 美術設定：小林誠[1]、植田均[23]、村田峻治[1]、平澤晃弘[1]、塩澤良憲、小倉宏昌
- 3D監督：白井宏旨[1]
- 色彩設計：内林裕美[1]
- 撮影監督：吉岡宏夫[1]
- 編集：瀬山武司[1]
- 音楽：ジュノ・リアクター[1]
- 主題歌：Aqua Timez「決意の朝に」（エピックレコードジャパン）
- 音響監督：鶴岡陽太[1]
- アニメーション制作：GONZO[1]
- 配給：ワーナー・ブラザース映画[1]
- 製作：フジテレビジョン[23]、GONZO[23]、ワーナ・ブラザース映画[23]、電通[23]、スカパー・ウェルシンク[23]

### 制作
当初の企画はフジテレビのプロデューサーの意向で子供向け作品として進められていた。宮部の原作小説は人間の持つ毒の部分も逃げずに描いているため、子供向けアニメーションにするには少しオブラートに包む必要があるという判断により、最初のシナリオ決定稿は少年漫画寄りの冒険ファンタジーの雰囲気を持つものとなっていた。しかし、絵コンテ作業に入ってしばらくすると状況が一転。あまりにも原作からかけ離れてしまったことが問題となって原作に沿った内容に戻すことになり、それまでデザインしていた設定の大部分はすべてやり直しになった。

### 公開
2006年7月8日より、全国の松竹・東急系劇場にて公開された。
海外でも公開され、フランスではカンヌ映画祭において2006年5月22日にフジテレビによるプロモーションを兼ねた試写会が行われた後、2008年2月6日から国内で劇場公開された。劇場配給はもともとは大手アニメDVD流通会社であるKAZEが行ったが、劇場配給の経験は多くないため、公開は小規模なものにとどまった。ワーナーブラザーズはまた、ドイツでの映画上映・配給権も獲得した。

### テレビ放送
2007年5月5日にフジテレビの「土曜プレミアム」枠で地上波テレビ放送された。2010年7月には有料放送のディズニーXDでも放送された。

### 受賞・ノミネート
- 第30回日本アカデミー賞「優秀アニメーション作品賞」[33]

### プロモーション
- 2006年6月15日 - 7月6日の1ヶ月、『クイズ$ミリオネア』とのコラボレーションCMが放送された。主人公のワタルがスタジオのセンターシートに座りみのもんたの出す問題に答え、テレフォンブレーンとしてキ・キーマ、ミーナ、カッツ、ミツルが登場する。
- 毎日コミュニケーションズ発行の『Mac Fan』誌2006年8月号の表紙に、MacBookを拡げたワタルとミーナが登場した[34]。
- 花王のシャンプー、リンスのメリットとのコラボレーションCMでワタルと母が登場。また、アニメ本編内にメリットの広告が登場している。
- 2006年の『お台場冒険王』では、2つのアトラクションが設置された。1つは、フジテレビ社屋球体で上映された5面マルチ画面での『はねるのトびら Featuring ブレイブストーリー』で、はねるの出演者がブレイブストーリーの世界を冒険するというライド。もうひとつは、大きなテントで行われた『ブレイブ・ランド』でディズニーランドの『シンデレラ城ミステリーツアー』のようにハイランダーと一緒に幻界を旅するアトラクション。
- 2006年7月第4週の『笑っていいとも!』の『曜日対抗いいとも選手権』に「真夏のブレイブストーリー」が登場。剣に引っ掛けた宝玉を飛ばし、的を倒すというもので、的は「地底湖の怪物（藻に覆われた姿）」、「地底湖の怪物（藻が取れた姿）」、「魔族」の三種類。
- 2006年6月9日から7月9日にかけて2006 FIFAワールドカップが行われており、女神に「あなたの願いは？」と聞かれたワタルが「日本が勝つことです」と答えている「日本ガンバレ」バージョンのテレビCMスポットがある。このスポットはDVD（特別版およびコレクターズBOX）、ブルーレイ版にも収録されている。

### 関連商品

#### 書籍
- 『ブレイブ ストーリー公式ガイドブック 幻界への旅』（2006年7月3日発売、KADOKAWA、ISBN 978-4-04-853994-4）[35][注 1]

#### 映像ソフト
DVD・Blu-ray
発売元はワーナー・ブラザース ホームエンターテイメント。セルDVD先着予約特典として、オリジナル・ステッカーを同梱。
- ブレイブ ストーリー 期間限定出荷版（DVD1枚組、2006年11月23日発売）
- ブレイブ ストーリー 特別版（DVD2枚組、2006年11月23日発売）
- 【初回限定生産】ブレイブ ストーリー DVD コレクターズBOX（4枚組、2006年11月23日発売）
- ブレイブ ストーリー ブルーレイ（1枚組、2008年6月11日発売）
- ブレイブ ストーリー UMD（2007年10月12日発売）

## 漫画

### ブレイブ・ストーリー〜新説〜
小野洋一郎の作画による『ブレイブ・ストーリー〜新説〜』および続編『ブレイブ・ストーリー新説〜十戒の旅人〜』がバンチコミックスより出版されている。
- 宮部みゆき（原案） / 小野洋一郎（作画） 『ブレイブ・ストーリー〜新説〜』 新潮社〈バンチコミックス〉、全20巻
- 宮部みゆき（原案） / 小野洋一郎（作画） 『ブレイブ・ストーリー新説〜十戒の旅人〜』 新潮社〈バンチコミックス〉、全3巻

### ブレイブストーリー
姫川明によるアニメ映画版を基にしたコミカライズ作品。小学館の「小学五年生」2005年4月号から8月号まで連載され、2006年7月に「てんとう虫コミックススペシャル」より単行本が発売された。
- 宮部みゆき（原作） / 姫川明（作画） 『ブレイブストーリー』 小学館〈てんとう虫コミックス〉、2006年8月発行[37]、ISBN 4-09-140190-2

## ゲーム

### 『ブレイブ ストーリー ボクのキオクとネガイ』
ニンテンドーDS用ソフト
バンダイナムコゲームスより、2006年7月6日発売。

### 『ブレイブ ストーリー ワタルの冒険』
PlayStation 2用ソフト
SCEIより、2006年7月6日発売。3本の中ではもっとも映画の内容に近い。

### 『ブレイブ ストーリー 新たなる旅人』
PlayStation Portable用ソフト
SCEIより、2006年7月6日発売。岡本吉起、里見直、あきまんらが手がけ、3作の中で最も売れた。ファミ通ゴールド殿堂。
- キャスト （ワタル〜ミツル PS2、PSP共通）
  - ワタル 矢島晶子
  - ミーナ 斎藤千和
  - キ・キーマ 森川智之
  - カッツ 小山茉美
  - ミツル 朴璐美
  - オンバ（PS2） 京田尚子
  - 謎の少女（PS2） 川澄綾子
  - ラウ導師（PS2） 八奈見乗児
  - 謎の声（PS2） 真殿光昭
  - ジョゾ（PS2） 金田朋子
  - ソン村村長（PS2） 北村弘一
  - ダイモン司教（PS2） 阪脩
  - 三谷明（PS2） 大塚芳忠
  - 三谷邦子（PS2） 島本須美
  - 父ドラゴン（PS2） 稲田徹
  - 運命の女神（PS2） 篠原恵美
  - カンジキ職人（PS2） 藤原啓治
  - バクサン博士（PS2） 緒方賢一
  - トニ・ファンロン（PS2） 長島雄一
  - 獣人ハイランダー（PS2） 梁田清之
  - タツヤ（PSP: 主人公） 田中真弓
  - ユーノ（PSP: ネ族、15歳女） 川上とも子
  - ソグレス（PSP: 水人族、30歳男、戦士） 若本規夫
  - ミレディ（PSP: アンカ族、25歳女、ハイランダーブランチ長） 折笠愛
  - レイナート（PSP: 角人族、27歳男、シュテンゲル騎士団ロンメルの副官） 速水奨
  - ロプル（PSP: パン族、17歳男、バクサン博士の弟子） 石田彰